# Gudrun Lerchbaum

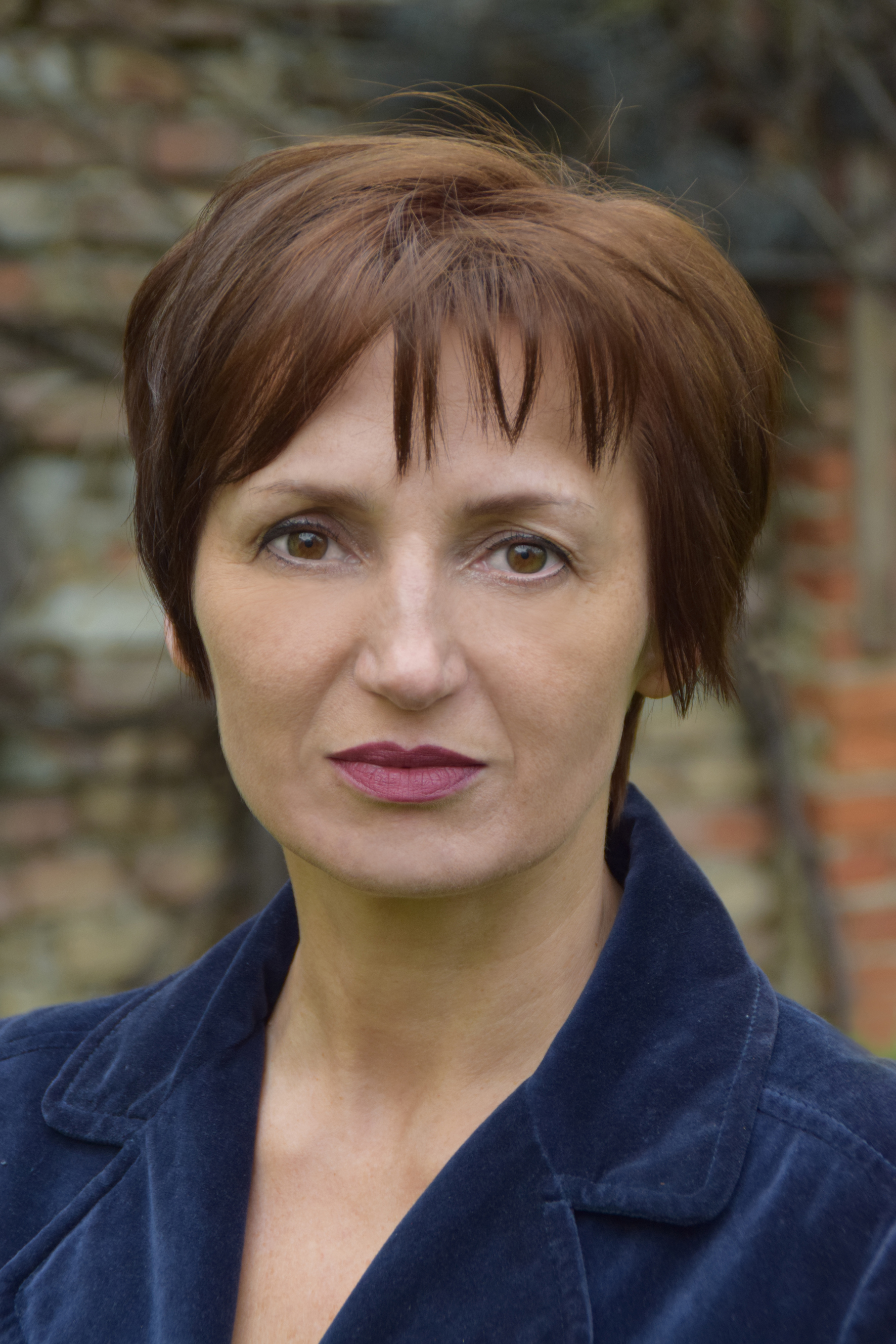
Gudrun Lerchbaum (2016)

Gudrun Lerchbaum (* 13. April 1965 in Wien als Gudrun Hepperle) ist eine österreichische Schriftstellerin.

## Leben und Wirken
Gudrun Lerchbaum wuchs in Wien, Paris und Düsseldorf auf. In Düsseldorf begann sie, Philosophie zu studieren, kehrte dann aber 1986 nach Wien zurück, um an der TU Wien ein Studium der Architektur aufzunehmen. Dieses Studium schloss sie mit einem Diplom ab und arbeitete anschließend mehrere Jahre als Architektin. Darüber hinaus konzipierte sie Kunst am Bau und Textilkunst.
2007 begann sie mit dem Schreiben und veröffentlichte ab 2009 in zahlreichen Anthologien Kurzprosastücke und Aphorismen. 2015 erschien mit Die Venezianerin und der Baumeister ihr erster Roman, dem inzwischen zwei weitere folgten.
Gudrun Lerchbaum ist Mitglied in den AutorInnenvereinigungen Herland, Das Syndikat, Mörderische Schwestern und Österreichische KrimiautorInnen. Sie ist Mutter einer Tochter und einer Stieftochter,  und sie lebt heute als freie Schriftstellerin mit ihrem Mann in Wien.

## Veröffentlichungen

### Romane
- Die Venezianerin und der Baumeister. Aufbau-Verlag, Berlin 2015, ISBN 978-3-74663093-9.
- Lügenland. Pendragon Verlag, Bielefeld 2016, ISBN 978-3-86532550-1.
- Wo Rauch ist. Argument Verlag mit Ariadne, Hamburg 2018, ISBN 978-3-86754233-3.
- Das giftige Glück. Roman. Haymon Verlag, Innsbruck 2022, ISBN 978-3-7099-8149-8.
- Zwischen euch verschwinden. Kriminalroman. Haymon Verlag, Innsbruck 2023, ISBN 978-3-7099-8210-5.
- Niemand hat es kommen sehen. Kriminalroman. Haymon Verlag, Innsbruck 2025, ISBN 978-3-7099-8254-9.

## Auszeichnungen
- 2011: Shortlist beim Walter-Kempowski-Literaturpreis der Hamburger Autorenvereinigung
- 2013: Shortlist und vierter Platz beim FM4 Wortlaut Wettbewerb
- 2022: Nominierung für den Leo-Perutz-Preis mit Das giftige Glück[4]
- 2025: Nominierung für den Leo-Perutz-Preis mit Niemand hat es kommen sehen[5]